# البوليس (مجلة مصرية)
مجلة البوليس هي مجلة مصرية صدرت بعد ثورة 23 يوليو 1952 عن نادي ضباط البوليس. صدرت المجلة خلال الخمسينيات وكانت شهرية أولًا ثم نصف شهرية ثم أسبوعية.
أصدر المجلة كاتب السيناريو سعد الدين وهبة عندما كان ضابطًا في الجيش.

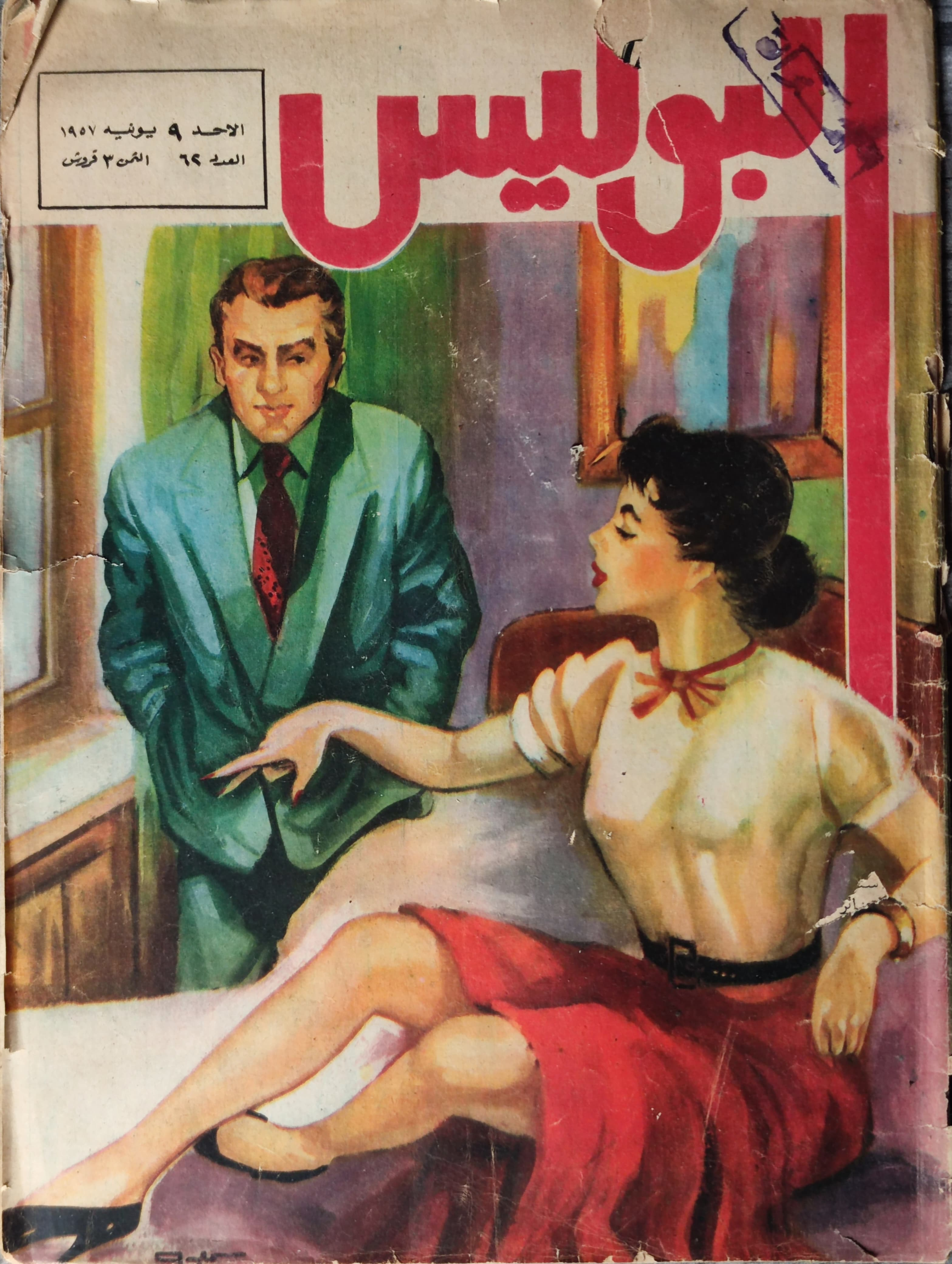
غلاف عدد 9 يونيو 1957

تناولت المجلة موضوعات ثقافية وأدبية واجتماعية مختلفة. من الكتاب الذين عملوا في المجلة: رجاء النقاش وسليمان فياض.
من رسّامي المجلة: مصطفى حسين.